# Dingeman van den Berg
Dingeman van den Berg (Bruinisse, 13 oktober 1894 – Amersfoort, 18 juli 1964) was een Nederlands politicus van de ARP.
Hij werd geboren als zoon van Wouter van den Berg (1864-1903) en Catharina Johanna Haeck (1868-1953). Zijn familie zat in de oesterkwekerij en zelf werd hij aanvankelijk opgeleid voor de oesterhandel maar hij zou een ambtelijke loopbaan krijgen. Van den Berg begon in zijn geboorteplaats als volontair bij de gemeente en werd daar later ambtenaar ter secretarie. In 1919 werd hij de gemeentesecretaris van Vrijhoeve-Capelle. Na de gemeentelijke herindeling in 1923 werd hij de gemeentesecretaris van de fusiegemeente Sprang-Capelle. In 1938 werd Van den Berg benoemd tot burgemeester van Bunschoten. In 1959 ging hij met pensioen en hij overleed in 1964 op 69-jarige leeftijd.